# Trunsö
Trunsö est une île de l'archipel finlandais à Pargas en Finlande.

## Géographie
Trunsö est à environ 8 kilomètres au sud de Nötö, à 35 kilomètres au sud de l'église de Nagu et à 69 kilomètres au sud de Turku.
La superficie de Trunsö est de 62,7 hectares et sa plus grande longueur est de 1,2 kilomètre dans le sens nord-sud.
L'île s'élève à environ 20 mètres d'altitude,.
Trunsö fait partie du parc national de l'archipel.
Le M/S Nordep dessert Trunsö.